# Miragoâne (departementshuvudort)
Miragoâne är en departementshuvudort i Haiti.   Den ligger i departementet Nippes, i den sydvästra delen av landet, 80 km väster om huvudstaden Port-au-Prince. Miragoâne ligger 46 meter över havet och antalet invånare är 89 202.
Terrängen runt Miragoâne är kuperad söderut, men norrut är den platt. Havet är nära Miragoâne norrut. Runt Miragoâne är det tätbefolkat, med 343 invånare per kvadratkilometer. Miragoâne är det största samhället i trakten. Omgivningarna runt Miragoâne är en mosaik av jordbruksmark och naturlig växtlighet.